# Economia forestale

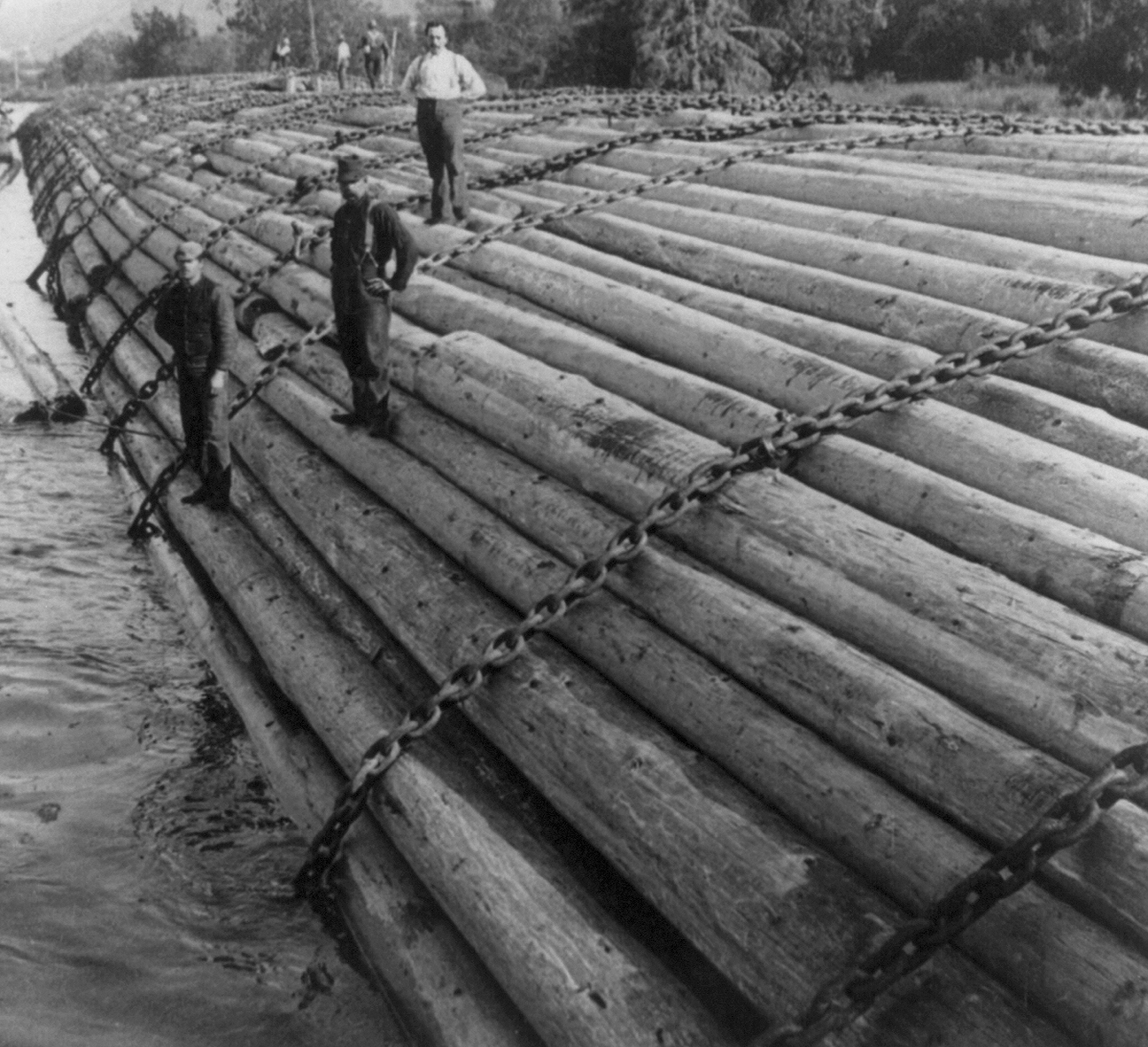
Una massiccia zattera di tronchi nel Columbia River (Canada, anno 1902), contenente l'intera produzione annua di un campo.

L'esistenza di una economia forestale, che nella maggior parte del mondo consiste in una economia a legna oppure in un'economia a bambù, è un dato fondamentale sia nei paesi in via di sviluppo che in molte nazioni a clima temperato e freddo, sempre che dispongano di ampie superfici forestali. Il legname ed il legno da alberi ed arbusti può essere impiegato in una innumerevole quantità di prodotti, che vanno da quelli più inimmaginabili, prodotti dalla polpa di legno, come la cellulosa della carta, la celluloide della pellicola fotografica, il cellophane, la viscosa (un tessuto succedaneo della seta), fino ai più intuitivi utilizzi in mobili, edifici, mezzi di trasporto oltre che per l'utilizzo energetico.
La combustione per ottenere energia termica è soltanto l'ultimo utilizzo di questo prodotto, che in nessun caso dovrebbe finire in discarica, dal momento che può fungere anche come fertilizzante. Il potenziale danno ambientale che un'economia a legno può occasionare tende ad essere minimo (problemi di danno alla biodiversità riguardanti la monocultura e la coltivazione intensiva di un particolare tipo di albero), e sotto il punto di vista della quantità di CO2 presente in atmosfera può affermarsi che le distese forestali provocano una lieve riduzione dell'anidride carbonica e di conseguenza dell'effetto serra. Il legname, tra i materiali comunemente usati, è quello con minore intensità energetica(fotosintesi esclusa).

## Introduzione

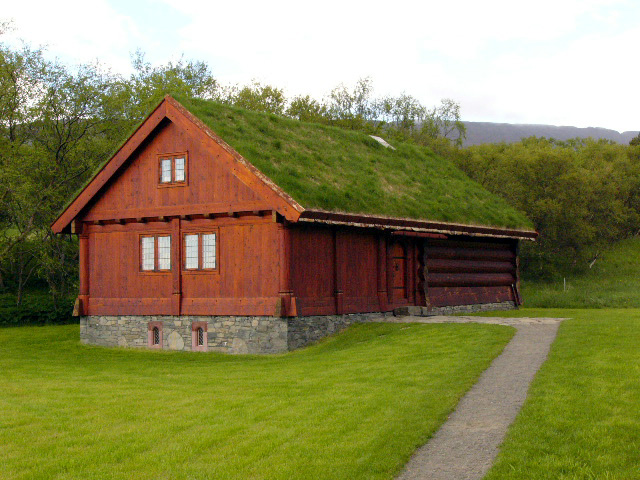
Ricostruzione di una "casa passiva" norvegese storica, con tetto in legno ricoperto d'erba, donata all'Islanda (foto scattata ad Hólar, anno 2006).

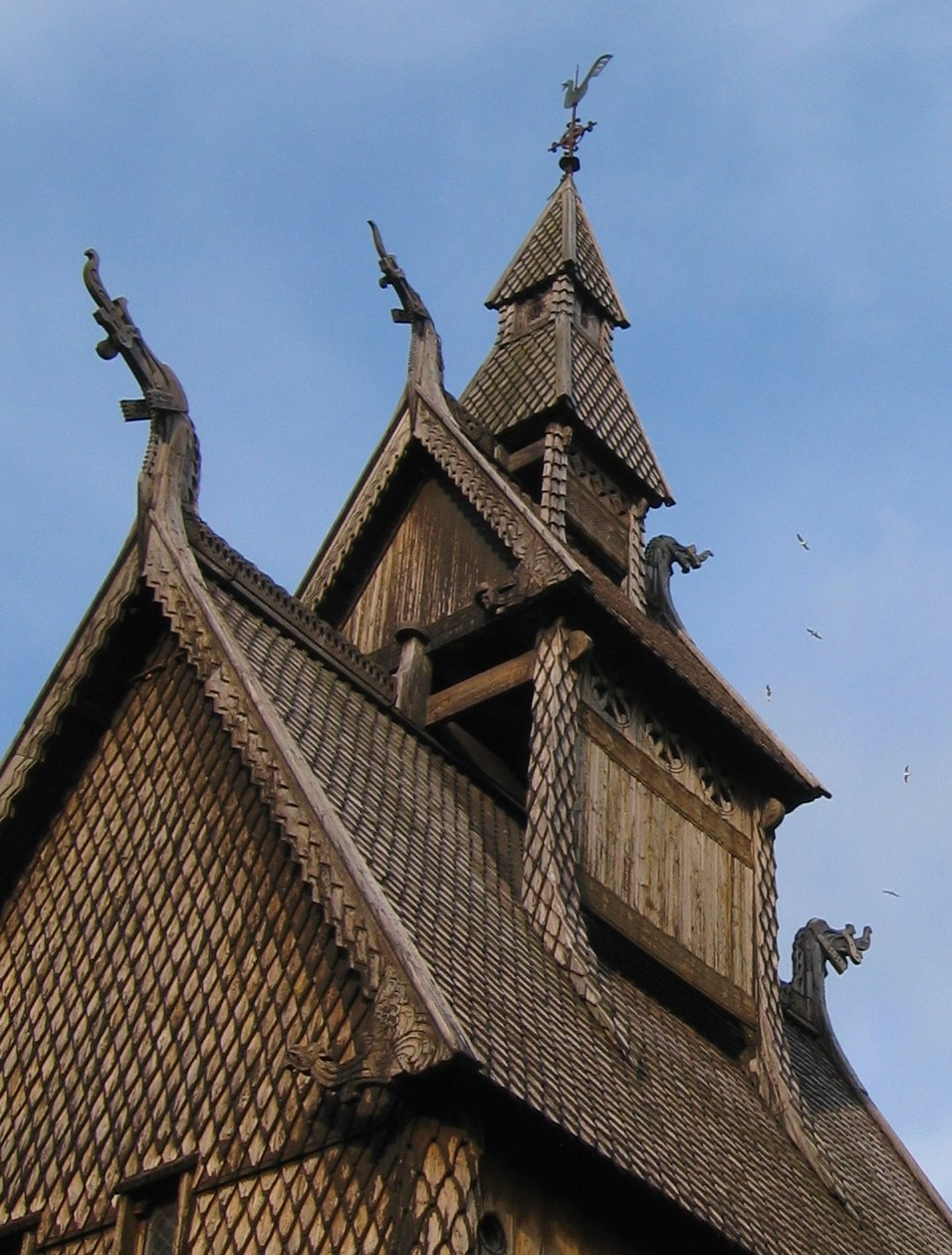
Antica chiesa norvegese in legno

### Storia dell'utilizzo del legno e legna da ardere
Storicamente l'economia a legna è il punto di partenza della civiltà mondiale, sicuramente da tempi che precedono il paleolitico ed il neolitico (costruzione di attrezzi rudimentali) e successivamente tramite la scoperta di tecniche per accendere il fuoco e la costruzione di molte macchine semplici ed attrezzi rudimentali, come canne, impugnature di mazze, archi, frecce, lance. Uno dei manufatti più antichi mai scoperto è una levigata punta in legno (Clacton Spear) vecchia di 250.000 anni (terzo periodo interglaciale), trovata nel giacimento di Clacton-on-Sea in Inghilterra, attribuita alla specie ominide Homo erectus.
Successivamente civiltà come quella egizia e quella dei sumeri costruiranno oggetti di mobilio, molti tipi diversi di mobili egizi in avorio e legni pregiati ci sono pervenuti praticamente intatti in alcune tombe segrete inviolate, protette anche dal clima desertico.
Molti edifici e parti di essi (soprattutto tetti) contenevano elementi in legno (spesso di quercia) come supporto strutturale; mezzi di trasporto come barche, navi; ed in seguito (con l'invenzione della ruota in Mesopotamia, attorno al V millennio a.C.) carri e carrozze, argani, mulini ad acqua, mulini a vento, ecc.
Fino al 1900 a livello globale il legno è stato il combustibile più importante.

### Dimensioni e geografia dell'economia del legno
In assoluto, la principale fonte del legname utilizzato nel mondo sono le foreste, che si dividono in vergini, semivergini e piantagioni.
Esiste una quota di legna asportata spontaneamente dalle popolazioni locali in molti paesi del terzo mondo che si può soltanto stimare, con margini di approssimazione molto elevati.
Nel 1998, la produzione mondiale di legna conteggiata ufficialmente, non destinata ad ardere (nota in inglese come "roundwood"), raggiunse i 1,5 miliardi di metri cubi (m3), pari a circa il 45% del legno coltivato nel mondo. Tronchi e rami tagliati destinati a diventare elementi per la costruzione di edifici sono circa il 55% del legno industrialmente conteggiato nel mondo. Un 25% diventa polpa di legno (che include polvere di legno e trucioli) principalmente destinata alla produzione di carta e cartone; un ulteriore 20% circa diventa pannelli di compensato e legno pregiato per mobili ed oggetti di uso comune (FAO 1998). Il maggior produttore e consumatore di questo legno "conteggiato ufficialmente" sono gli Stati Uniti, anche se attualmente il paese che conta le maggiore distese forestali è la Russia.
Negli anni settanta, i paesi a maggior superficie forestale erano nell'ordine: Unione Sovietica (circa 880.000.000 ettari), Brasile (515.000.000 ettari), Canada (440.000.000 ettari), Stati Uniti (300.000.000 ettari), Indonesia (120.000.000) e Repubblica Democratica del Congo (100.000.000 ettari). Altri paesi con importante produzione e consumo di legno sono caratterizzati dalla bassa densità di popolazione in rapporto all'estensione territoriale, qui possiamo ricordare paesi come l'Argentina, il Cile, la Finlandia, la Polonia, la Svezia, l'Ucraina.
Attualmente (2008) la Russia possiede la maggiore estensione di foresta del mondo, 850.000.000 di ettari, pari a circa 23% dell'estensione e al 22% della massa forestale mondiale totale.
Associazioni ecologiste mondiali calcolano che nel quinquennio dal 2000-2005, ogni giorno circa 32.000 ettari di foresta vengono distrutti completamente, altri 32.000 ettari di foresta sono danneggiate in qualche grado. La maggiore perdita di superfici forestali in assoluto, attualmente si registra in Brasile, Indonesia e Sudan.
Secondo la FAO, la riduzione delle superfici forestali, che hanno una grande capacità di assorbire le precipitazioni piovose e di convogliarle verso le falde freatiche, comporterà un aumento del numero ed entità degli episodi alluvionali e ridurrà la disponibilità di acqua dai pozzi
Non si può tralasciare l'importanza dell'uso spontaneo e tradizionale del legname nelle aree boschive dell'Europa in generale e dell'Italia in particolare, per ogni tipo di necessità nella costruzione e nel riscaldamento.

### Specie di scelta per l'economia a legna e forestale in Italia

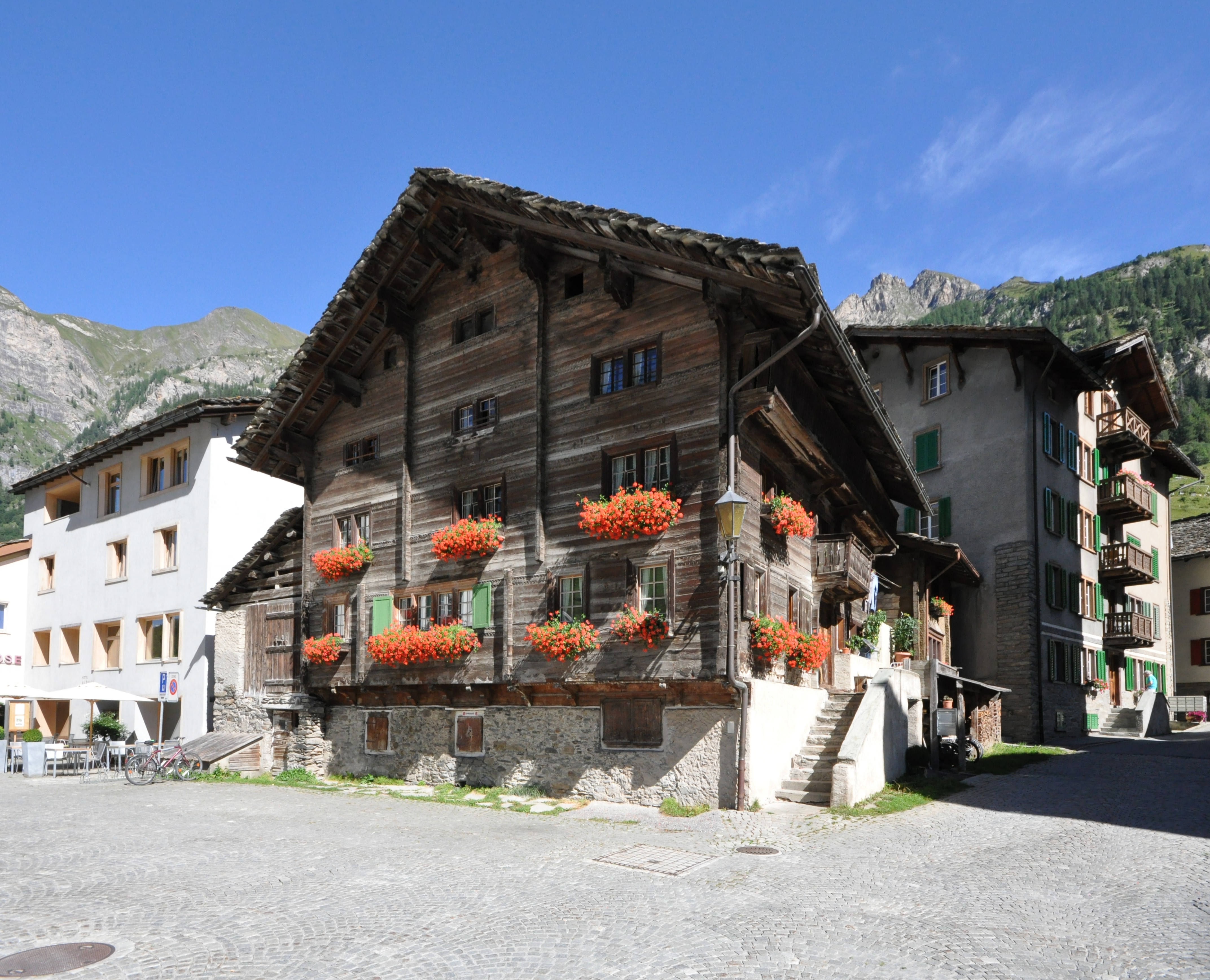
Tipica casa walser

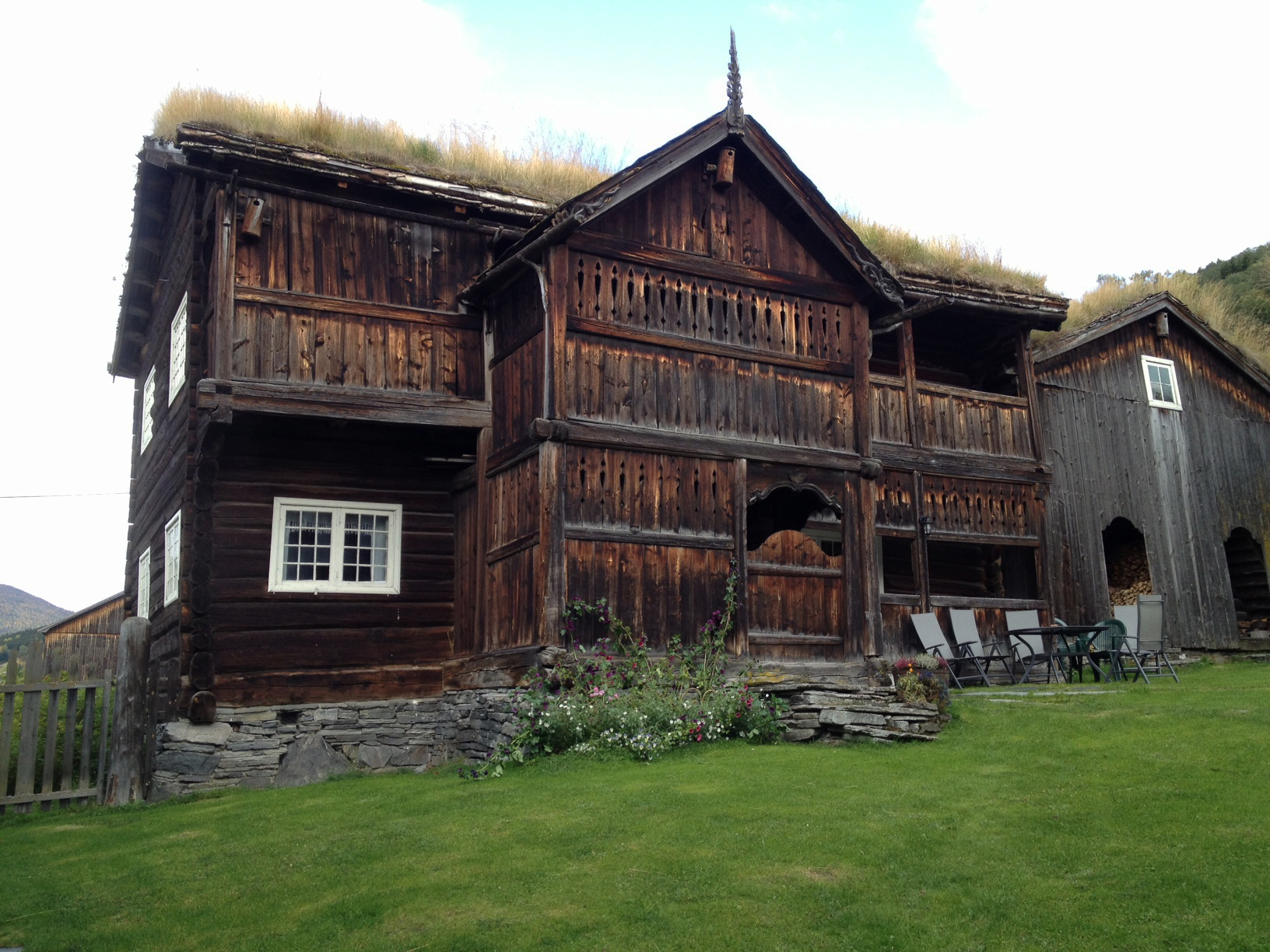
Blockhaus norvegese

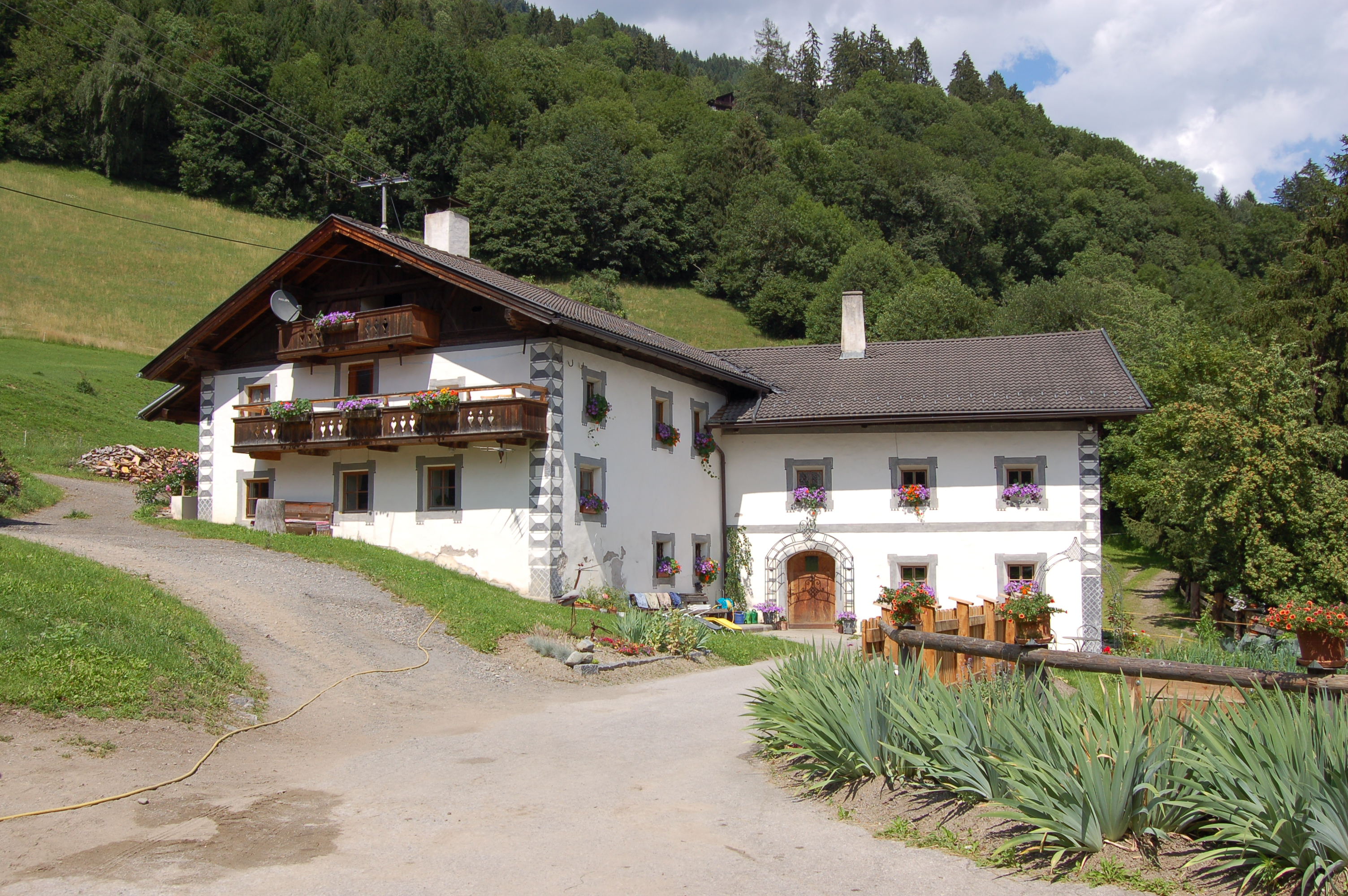
Masi in Tirolo dell'est

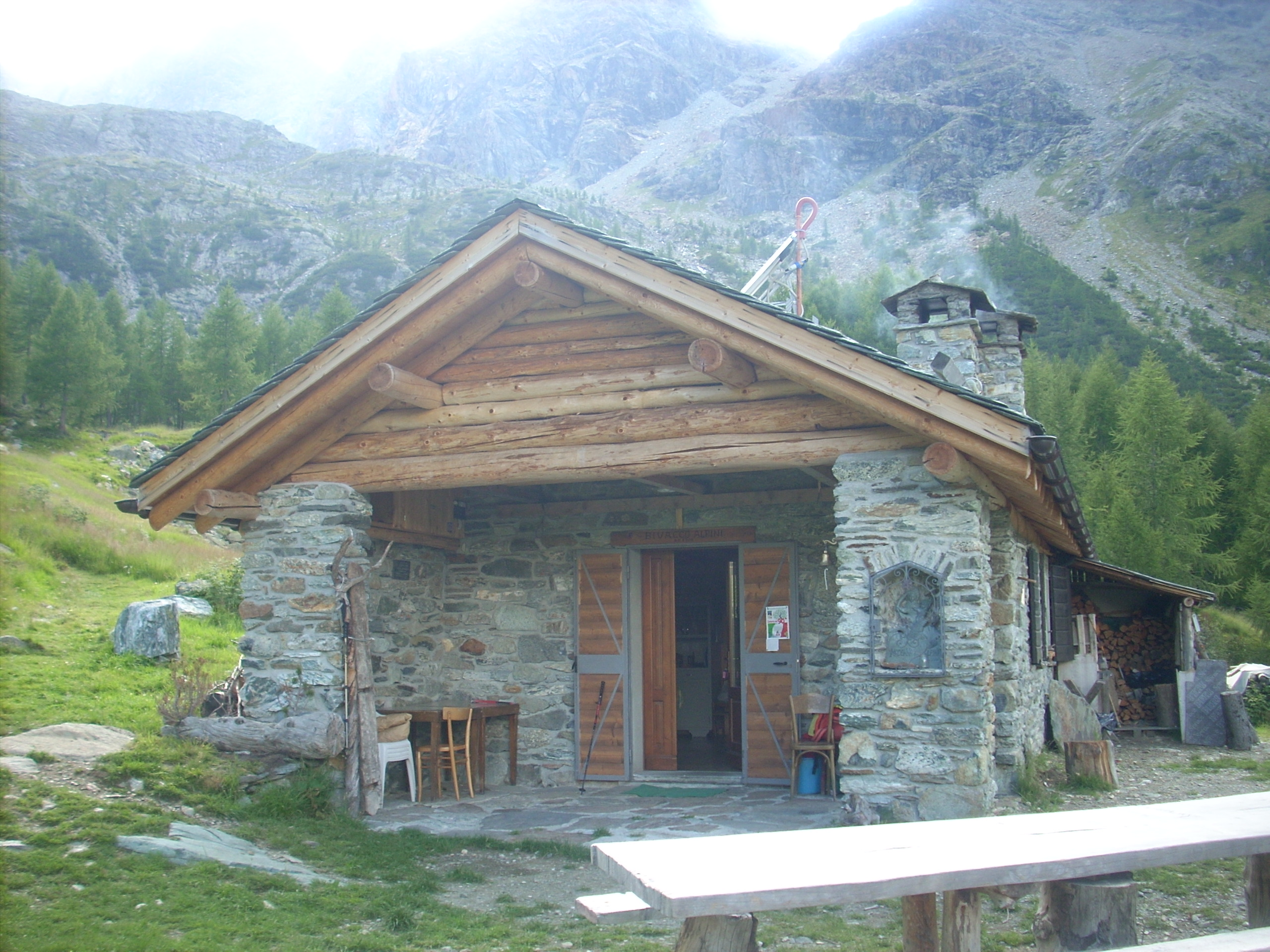
Baita

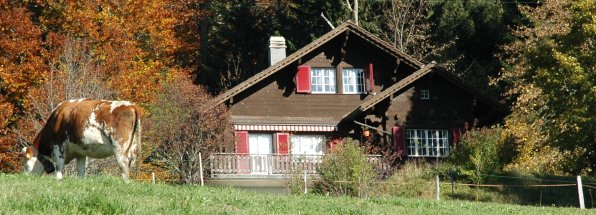
Chalet

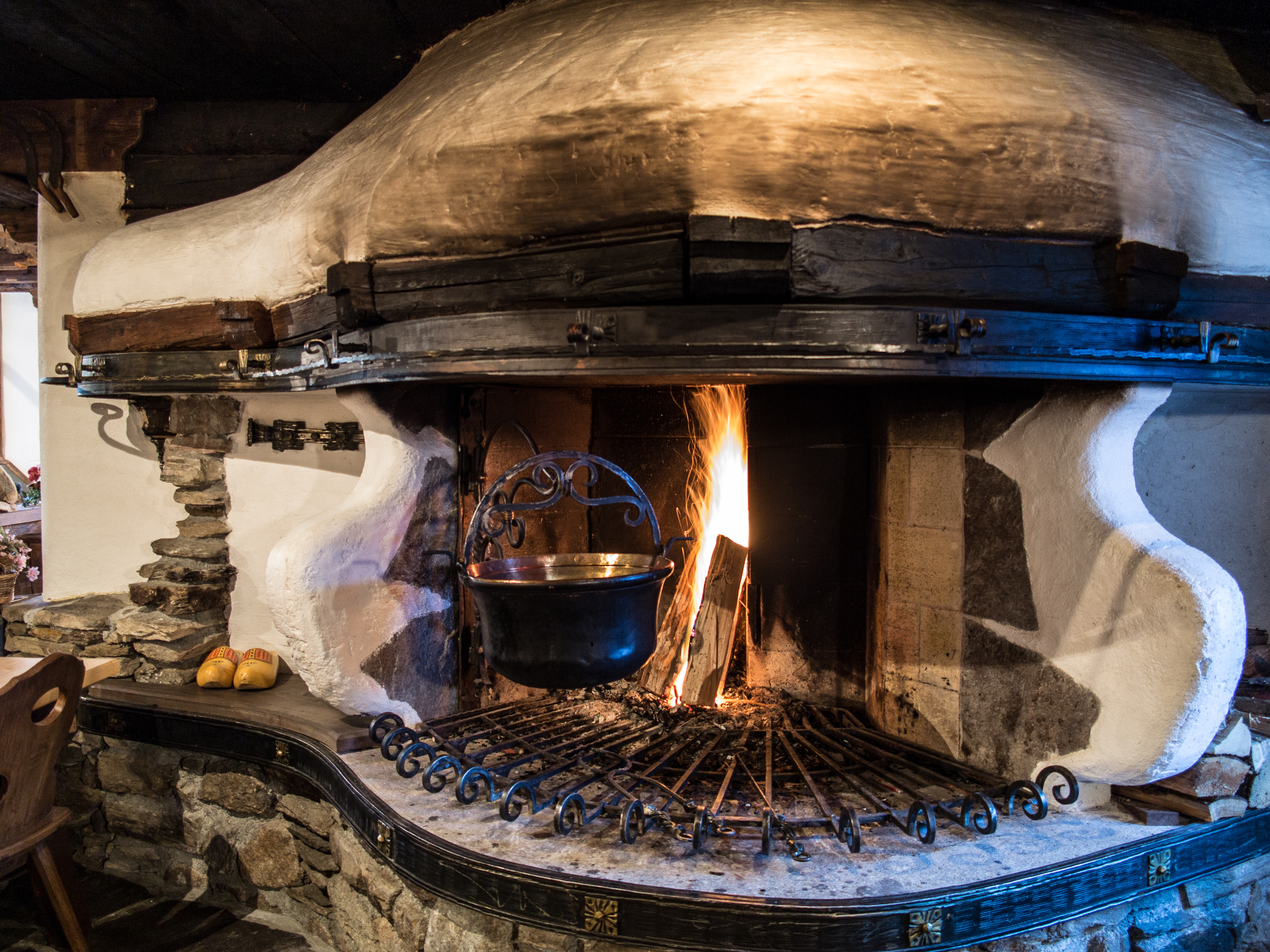
Tipico camino di montagna per legna da ardere

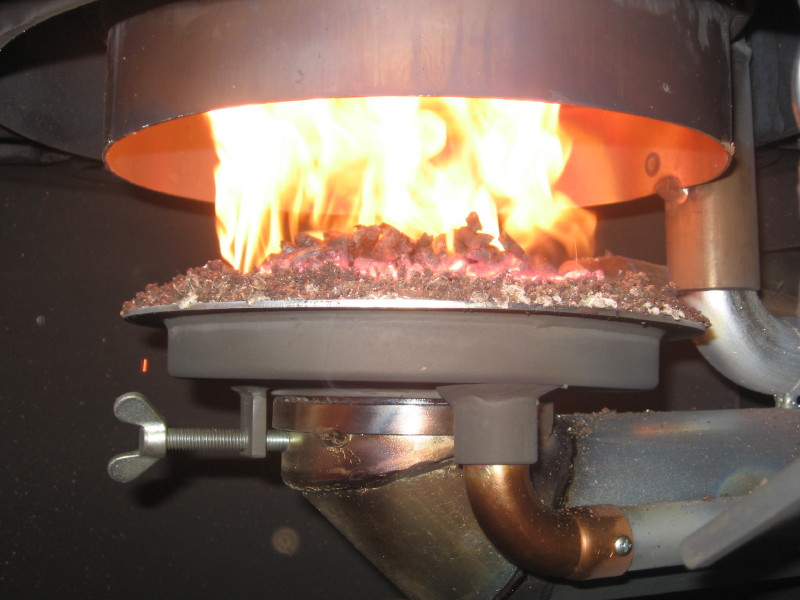
Pellet che arde

Le specie vegetali ideali per questo tipo di economia sono quelle destinate all'arboricoltura da legno, che sono ben conosciute ed hanno proprietà e necessità ben note.
- Abete di Douglas: albero originario della costa occidentale degli USA, a crescita molto rapida ed altezza elevata del tronco, in Italia si è ambientato molto bene in zone collinari e montuose (tipiche del castagno e del faggio) che vanno dal Trentino fino alla Basilicata, arrivando a popolare quote fino ai 1.800 metri. Viene utilizzato per costruzioni e per la polpa da carta, oltre che come combustibile.
- Betulla: pianta originaria dei paesi scandinavi e della Russia, è molto resistente a periodi di siccità e di gelo, ideale per essere piantato nei terreni poveri ed acidi dei fianchi delle montagne, dove può servire per contenere frane. Dalla betulla si estrae lo xilitolo, un dolcificante naturale.
- Castagno: il castagno cresce in zone collinari umide, soprattutto dell'Italia centrale, a quote tra i 200 e i 1.200 metri (resiste a -25 °C). Oltre all'uso alimentare (farina di castagne), il suo legno, semiduro, resistente all'umidità, viene utilizzato come legno strutturale, e talvolta in ebanisteria.
- Cedro: Il cedro propriamente detto è una conifera, molto bella e ornamentale, che si estende per tutto il bacino nord e nord-est del Mediterraneo, attraverso la Turchia e l'Iran fino all'Himalaya, dove resiste a temperature fino a -25 °C. È un legno profumato, robusto, molto durevole, con una grana accattivante, resistente ai tarli. Si dice che sia stato impiegato da Hiram Abif per la costruzione del Tempio di Salomone, il primo tempio di Gerusalemme. Attualmente impiegato nella fabbricazione di armadi pregiati e mobili di qualità.
- Ciliegio: Albero piuttosto delicato, ha un legno di colore bruno rosato, di qualità ricercata dall'industria mobiliare (mobili e sedie di stile) per l'aspetto caldo che conferisce agli ambienti, e a volte viene usato per rimpiazzare legni preziosi come l'anacardio. Questa utilizzazione esige degli alberi di bella conformazione. L'importanza in falegnameria marginalizza le altre utilizzazioni del legno (scultura, tornitura). Molto decorativo, in primavera ha una romantica fioritura, assieme alle altre rosacee. Da maggio a giugno fornisce il frutto ciliegia, con proprietà benefiche per il sistema vascolare, simili a quelle dell'aspirina.
- Eucalipto: specie proveniente dall'Australia, cresce velocemente nel centro e meridione d'Italia, è molto resistente al fuoco e alla siccità. Si utilizza l'olio essenziale in fitoterapia e farmacologia, il legno per ardere o come polpa per la fabbricazione della carta. Incredibilmente, le foglie, piatte, piccole e scivolose, fanno sì che non accumuli neve e ghiaccio e diminuiscono il numero di crolli dei rami anche dopo pesanti nevicate.
- Frassino: leggero da trasportare, ideale per ardere, cresce in ambienti umidi simili a quelli presenti in Italia nelle zone di esondazione dei fiumi, è molto resistente all'inquinamento.
- Larice: in Italia cresce ad alte quote, il suo legname è particolarmente resistente agli sbalzi climatici, si utilizza per strutture esposte alle intemperie.
- Olivo: Questo piccolo albero trova nell'Italia centrale e meridionale il clima temperato e i suoli alcalini che predilige. I suoi frutti, le olive, sono impiegate per l'estrazione di un olio eccellente nell'alimentazione, visto che è comprovata la sua efficacia nel ridurre i danni ateromasici alle arterie. Attualmente è utilizzata molto spesso anche come pianta decorativa nei giardini.
- Oleandro: Arbusto tossico (rami e foglie) ma molto fiorito, che predilige luoghi caldi e soleggiati dell'Italia centrale e meridionale (ma il suo areale si estende fino in Giappone). Molto impiegato nelle aiuole spartitraffico e in luoghi assolati dove l'acqua e il mantenimento scarseggiano, infatti si pensa che sia originario delle oasi e di altri ambienti semi-aridi del Sahara.
- Olmo: Albero che cresce nei boschi termofili e umidi di quasi tutta l'Italia e dell'Europa oceanica e continentale. Ha tra le caratteristiche il possedere radici che si approfondiscono in verticale, dando luogo a una buona stabilizzazione dei bordi di canali (ad Amsterdam), scarpate, e ai bordi delle strade, dove hanno anche il vantaggio di non causare danni ai marciapiedi e al manto stradale. Impiegato anche nell'arboricoltura da legno e in silvicoltura.
- Pino marittimo: in natura i suoi boschi si estendevano ininterrotti dalla foce del Tevere fino alla Liguria, occupando suoli ad alta salinità poco adatti all'agricoltura. Produce una gran quantità di rami secchi sfruttabili dal ceduo e di pigne ed aghi di pino che possono essere bruciati, oppure tritati per la pacciamatura. Oli e resine possono essere utilizzati in profumi ed unguenti. I pinoli sono elementi utili in cucina. Il pino si concilia male con strade e parcheggi, visto che l'accumulo di neve su grossi rami orizzontali tende farli a crollare improvvisamente sulle auto, e anche le radici che si stendono orizzontalmente, divelgono strade e marciapiedi e in caso di incendio lo spargono in modo sotterraneo.
- Platano occidentale: sono alberi monumentali adatti come piante ornamentali per l'arredo urbano lungo i viali, grazie alla notevole resistenza allo smog delle metropoli. Sono piante decidue, le grosse foglie che cadono spontaneamente in autunno possono essere bruciate per generare bio-elettricità e per il teleriscaldamento in centrali termiche urbane funzionanti a gas/biomasse. Sono l'ideale per i giardini sul lato ovest dei palazzi, agendo in primavera ed estate come parasole (alti 5-6 piani). Reagisce molto bene al taglio dei rami, in quanto la corteccia si arricchisce di clorofilla. Il legno, pesante e poco durevole, è adatto per ardere o come compensato.

Pioppo in autunno. Il genere Populus è il protagonista dell'arboricoltura da legna in Italia.

- Pioppo: in Italia ha la parte predominante nell'arboricoltura da legno, viene infatti impiegato per vari usi come la fabbricazione di fogli di compensato, cassette da imballaggio, carta, fiammiferi, ecc. Necessita di terre di buona qualità con buon drenaggio, ma può essere utilizzato per proteggere le coltivazioni se disposto in filari frangivento. Più del 70% delle pioppete in Italia sono situate nella Pianura Padana. Da anni si verifica una riduzione della superficie di pioppete in azienda che va da 65.000 ettari dei primi anni ottanta agli attuali 35.000 ettari. Ogni ettaro di pioppeta produce mediamente 15 tonnellate di legno all'anno[10]. La quantità totale di legname delle pioppete s'aggira sul 45-50% dell'intera produzione nazionale di legname[11].
  - Nella storia dell'arte il pioppo è stato il legno preferito per i pannelli, impiegati molto spesso come supporto per la pittura ad olio del Rinascimento (ad esempio la Monna Lisa di Leonardo da Vinci). Per questa ragione alcuni dei prodotti ad alto valore aggiunto, più costosi al mondo, sono costituiti con il legno dell'umile e durevole pioppo.
  - Per il suo contenuto di acido tannico, la corteccia del pioppo è stata usata spesso in Europa per la concia del pellame.
- Quercia da sughero: a crescita lenta, ma lunga vita, sono coltivate in zone collinose calde (temp. min. > -5 °C) di tutto il Mediterraneo occidentale. Anche se la produzione per tappi di vino di qualità è in declino, dal punto di vista del risparmio energetico è sfruttata come isolante nell'edilizia (sia in forma naturale che come agglomerato), utile anche come materiale fonoassorbente e nell'industria calzaturiera come sovrasuola e suola. Attualmente vengono sfruttati 20.000 km² di sugherete, e si estraggono circa 300.000 tonnellate di sughero l'anno, di cui 15.000 in Italia (12.000 in Sardegna). L'estrazione di strati della corteccia ha come vantaggio il non uccidere l'albero.
- Tiglio: Di notevoli dimensioni, molto longevi (anche 250 anni), dall'apparato radicale espanso, profondo. Dal tronco robusto, ha una chioma larga e molti robusti rami, sfruttati dall'arboricoltura da legno e dall'industria dell'intarsio e della liuteria.

Nessuna di queste specie sottrae terreni pregiati o particolarmente fertili all'agricoltura, ma, al contrario, esse contribuiscono a proteggere i suoli coltivati dall'erosione e dai venti. Nonostante questa caratteristica positiva in Italia, da secoli si assiste alla progressiva riduzione della presenza degli alberi nei terreni circostanti le colture con la conseguenza che l'eccesso di acqua meteorica non viene adeguatamente trattenuto e si possano verificare, quando si verificano piogge abbondanti, catastrofiche alluvioni.

### Importanza contro l'effetto serra
Dal punto di vista del clima globale, l'economia a legna combatte l'effetto serra, perché il ripiantare foreste, generalmente aiuta ad assorbire l'anidride carbonica atmosferica, anche se la quantità di CO2 smaltita dipende dal tipo di alberi, dai terreni e dal clima del luogo dove vengono piantati. Inoltre è da non tralasciare che di notte le piante non eseguono la fotosintesi, e che producono CO2, che il giorno successivo sarà smaltita.
Gli alberi hanno la preziosa proprietà di assorbire l'anidride carbonica. Un faggio di 100 anni assorbe nel corso di un'ora 2,5 kg di CO2 e libera 1,7 kg di ossigeno nell'aria. Un solo albero assorbe quasi 10 kg di anidride carbonica all'anno nei suoi primi dieci anni di vita. Un faggio alto 25 metri "mangia" ogni ora 2.350 grammi di anidride carbonica e produce 1.700 grammi di ossigeno. L'Italia produce 670 milioni di tonnellate di CO2 all'anno. Servirebbero quindi 1.340.000 km² di boschi di noce, oltre quattro volte il territorio nazionale per compensare il nostro impatto. Ma se tutti piantassimo gli alberi necessari almeno a coprire la nostra produzione personale, sarebbe già un grandissimo passo avanti.
Paradossalmente d'estate l'ossigeno prodotto dalla fotosintesi nelle foreste e nei parchi, interagendo con altri inquinanti provenienti dalle città e dalle industrie, viene trasformato dai raggi solari in ozono (molecola di tre atomi di ossigeno), che mentre nell'alta atmosfera costituisce un filtro contro i raggi UV, nella bassa atmosfera viene considerato un inquinante, capace di danneggiare la stessa foresta e di provocare disturbi respiratori agli animali.
Nel 2008 è stato stimato che le foreste vergini tropicali plurisecolari, abbiano aumentato la capacità di assorbimento della CO2, essendo in grado di assorbire circa il 18% dell'anidride carbonica emessa ogni anno dalle attività umane.

### Creazione di nuovi posti di lavoro
Secondo la FAO, la piantagione e la gestione in modo eco-sostenibile di nuove estensioni forestali, oltre a combattere l'effetto serra e ad alleviare gli episodi alluvionali, potrebbe creare 10 milioni di nuovi posti di lavoro nel mondo. Il potenziale occupazionale della gestione sostenibile delle foreste (in aree turistiche, parchi urbani, sfruttamento del legname, aree montane, ecc) è uno degli argomenti affrontati dalla "World Forest Week", presentata congiuntamente con il "Committee on Forestry" della FAO, nell'assemblea del 16-20 marzo 2009 in Roma.

## Utilizzi

### Combustione
La densità energetica della legna secca è stata calcolata attorno ai 6–17 Megajoule/Kilogrammo,,.
Dal momento che gran parte del legname (tipo e dimensioni di alberi tagliati e l'asportazione di quantità non ben valutabili di rami e foglie) e dell'energia prodotta dalla loro combustione si sottrae ad un'accurata contabilità, soltanto valutazioni statistiche possono stimare la quantità di energia prodotta da questa economia. Nel 2005, studiosi del Club di Roma calcolano approssimativamente che in USA sono stati prodotti 2 exajoule (1018 joule) da legna (contro i 27 exajoule da carbone, e i 30 da petrolio importato), con un ritorno energetico sull'investimento energetico (EROEI) attorno a 30:1, valore di molto superiore a quello del biodiesel (3:1/1:1) e del bioetanolo (da 7:1 in Brasile a 1:1 in USA).

#### Bioelettricità, cogenerazione e teleriscaldamento
Per bioelettricità si intende la produzione di energia elettrica tramite la combustione di legna di alberi e arbusti, di rametti e di foglie. Si calcola che la bioelettricità da biomasse permetta di utilizzare una maggior quantità e varietà di piante, una maggiore estensione di territorio e una porzione più grande della pianta per la produzione di energia rispetto all'industria del bioetanolo da mais o da canna da zucchero. Un confronto accurato dell'efficienza della produzione, distribuzione, immagazzinamento e consumo da parte dei motori elettrici dell'energia totale presente nelle piante da destinare ad auto elettriche ha portato a concludere che esista una maggiore efficienza complessiva, calcolabile attorno al 75% rispetto al 25% di un'auto con motore a combustione interna (ciclo otto) alimentato a bioetanolo. Inoltre la produzione di bioelettricità permette il recupero della CO2 prodotta tramite impianti di ricaptazione o di produzione di syngas.
La produzione di energia elettrica dalla combustione delle piante, può essere associata al recupero dell'energia termica generata (cogenerazione) e al trasporto del calore tramite tubature verso centri abitati vicini, per essere sfruttata nel riscaldamento cittadino (teleriscaldamento). Nel giugno 2005 è stato inaugurato un impianto prototipo nella città di Dobbiaco-San Candido, in Alto Adige, che funge anche da dimostratore tecnologico e vetrina di queste tecnologie. Questo impianto non sfrutta il legno pregiato proveniente dal taglio della foresta, ma il cippato e la corteccia, materiali di scarto delle segherie (potere calorifico medio di 690 kWh/mst).

#### Combustione diretta

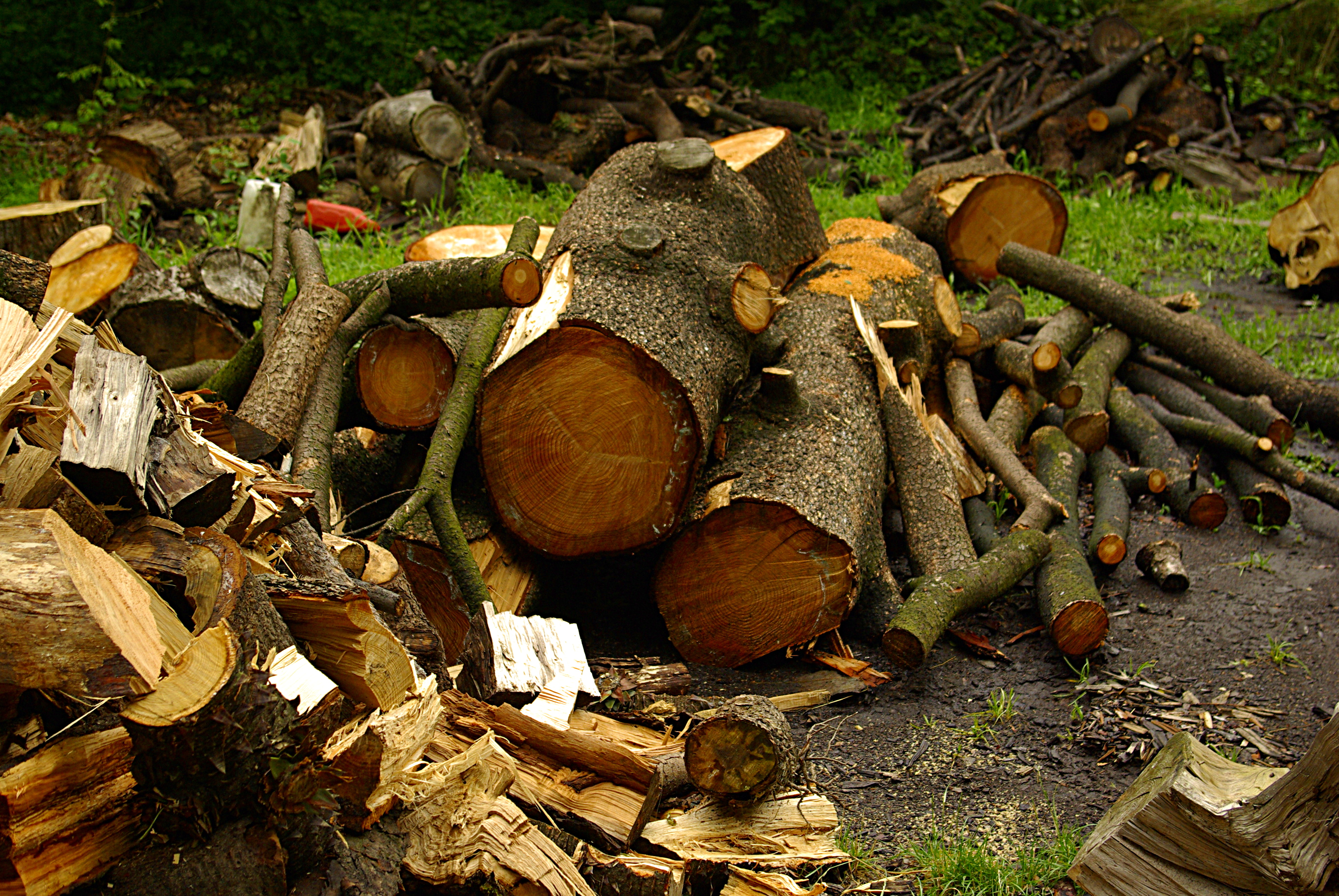
Legna da ardere, proveniente da taglio di bosco naturale, la cui richiesta sul mercato è oggi in ripresa causa gli alti costi dei combustibili fossili

L'utilizzo più consueto che si possa concepire per la legna, è quello del accendere il fuoco nel tradizionale camino domestico, anche se la combustione della legna si associa spesso alla produzione degli inquinanti microambientali monossido di carbonio (CO), in grado di saturare irreversibilmente l'emoglobina, e di nanoparticelle, oltre alla (CO2)
.
È stato proposto l'utilizzo del pioppo come coltivazione da destinare a biocarburanti, particolarmente alla luce del suo ottimo rapporto tra energia immessa nella coltivazione e sfruttamento, e l'energia che si estrae dal suo legname, per il grande assorbimento di anidride carbonica e per la veloce crescita dell'albero. Ad esempio il clone di Populus euroamericana "I-214", cresce così velocemente da raggiungere 35 cm di diametro ed altezze di 30 metri in 10 anni.
Attualmente sono stati posti in commercio il termocamino, la termocucina e stufe più avanzati, in grado di filtrare e o separare (grazie ad un filtro a rotazione e centrifuga delle polveri) le emissioni da combustione di legna, e di ricuperare una maggior quantità del calore prodotto dalla combustione.
Alcuni tipi di stufa a pellet e altre caldaie a biomassa possono essere alimentate automaticamente anche con pellet ricavato dalla segatura di legno oltre che con legna in pezzi.

#### Gassogeno a legna
Il gassogeno a legna è una pesante ed ingombrante (ma relativamente semplice) apparecchiatura capace di produrre una miscela di idrogeno molecolare (H2), monossido di carbonio (CO), diossido di carbonio (CO2), azoto molecolare (N2) e vapor d'acqua (H2O). Questa miscela, nota come "gas povero" viene prodotta dalla combustione in ambiente riducente (carente in ossigeno) della legna secca con l'ossigeno dell'aria atmosferica, a temperature attorno ai 900 °C. Per il buon "tiraggio" del sistema, si richiede che il gas prodotto
venga consumato immediatamente, o da parte di un bruciatore (fornello, ecc.), oppure da un motore a combustione interna.

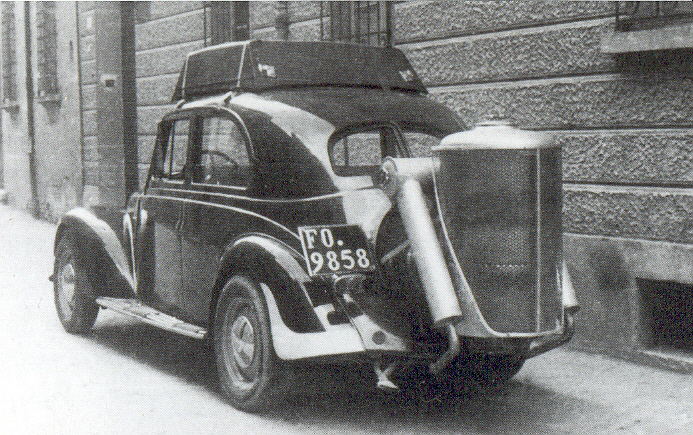
Un'auto progettata da Ilario Bandini, dotata d'impianto gasogeno.

Nel periodo tra prima e seconda guerra mondiale incluse, vista la grande penuria di petrolio, in molti paesi, come l'Italia, la Francia, l'Inghilterra e la Svezia, alcuni veicoli a benzina vennero modificati con l'aggiunta di un gasogeno a legna in grado di produrre (e purificare) la miscela di gas che immediatamente, nello stesso veicolo, era in grado di alimentare il motore di un normale veicolo a benzina a ciclo Otto (sostituendo il carburatore con un miscelatore gas-aria), seppure con alcune limitazioni come la grande riduzione della velocità massima e l'utilizzo di marce basse. Le emissioni in CO, CO2 e NOx sono inferiori a quelle dello stesso veicolo alimentato a benzina (mantenendo la stessa marmitta catalitica).

#### Metanolo

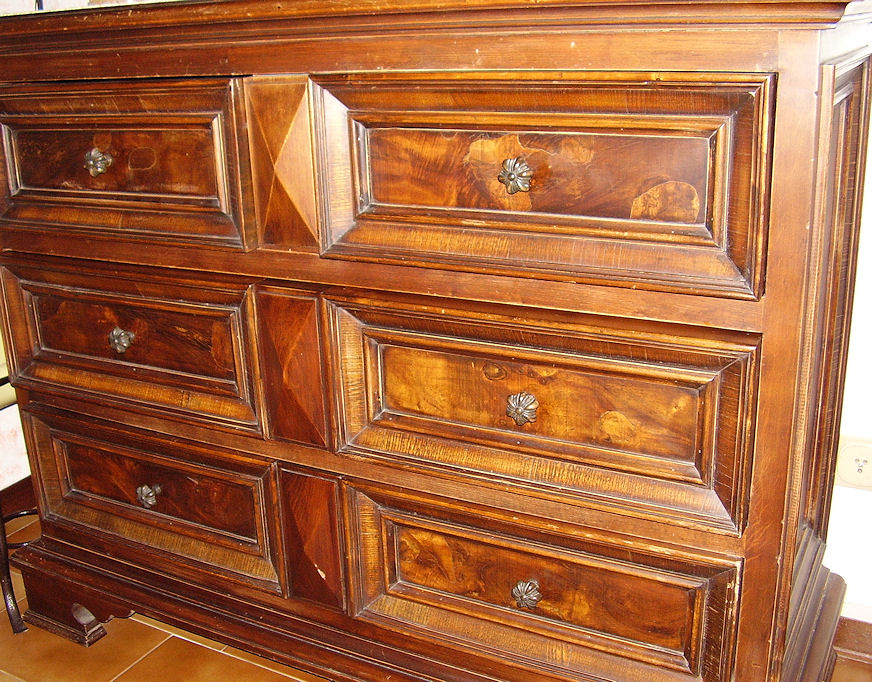
Mobile in legno massello

Il metanolo o xilolo (H3C-OH), un liquido a temperatura ambiente, molto tossico (letale) e corrosivo, è un alcool monofunzionale, un idrossile legato ad una molecola di metano (privo di un atomo di idrogeno), che nei testi base di chimica organica viene descritto come lo "spirito del legno", dal momento che viene prodotto della fermentazione del legno. Spesso, quando dei vinificatori sprovveduti mescolano viticci ed altri legnetti all'uva, il metanolo si trova come inquinante della miscela di acqua, etanolo ed altre sostanze risultanti dalla fermentazione dell'uva.
Il metanolo può essere impiegato come additivo ossigenato per la benzina, anche se abitualmente viene prodotto in grossi impianti industriali partendo dal metano oppure dal syngas, ed è un importante componente di base della chimica industriale, dove serve per produrre altre sostanze più complesse, tramite reazioni di alogenazione e successiva addizione.
Attualmente in Italia si evita di impiegarlo nei combustibili per autotrazione, considerandolo estremamente tossico sia per ingestione, inalazione che semplice contatto (nell'adulterazione del vino col metanolo, si registrano casi di cecità indotta dallo stesso). Inoltre il metanolo è molto corrosivo, provocando una rapida usura dei circuiti di iniezione e degli stessi serbatoi che lo contengono.

#### Turbina a gas
Il carro armato da combattimento statunitense M1 Abrams è motorizzato con una turbina da 1500 hp, in grado di funzionare anche con una miscela al 50% di polvere di legna e gasolio. Rispetto ai motori turbodiesel, si ha un vantaggio nella resistenza ai colpi di cannone e missile ricevuti per le minori dimensioni e per l'assenza del radiatore. Lo svantaggio principale è correlato all'alto consumo di carburante, dal momento che il rendimento delle turbine scende vertiginosamente al discostarsi dal regime di crociera: non vi è insomma apprezzabile economia di carburante nel tenere una turbina a regime minimo, che di conseguenza non è vantaggioso.

### Prodotti derivati dalla scomposizione in cellulosa

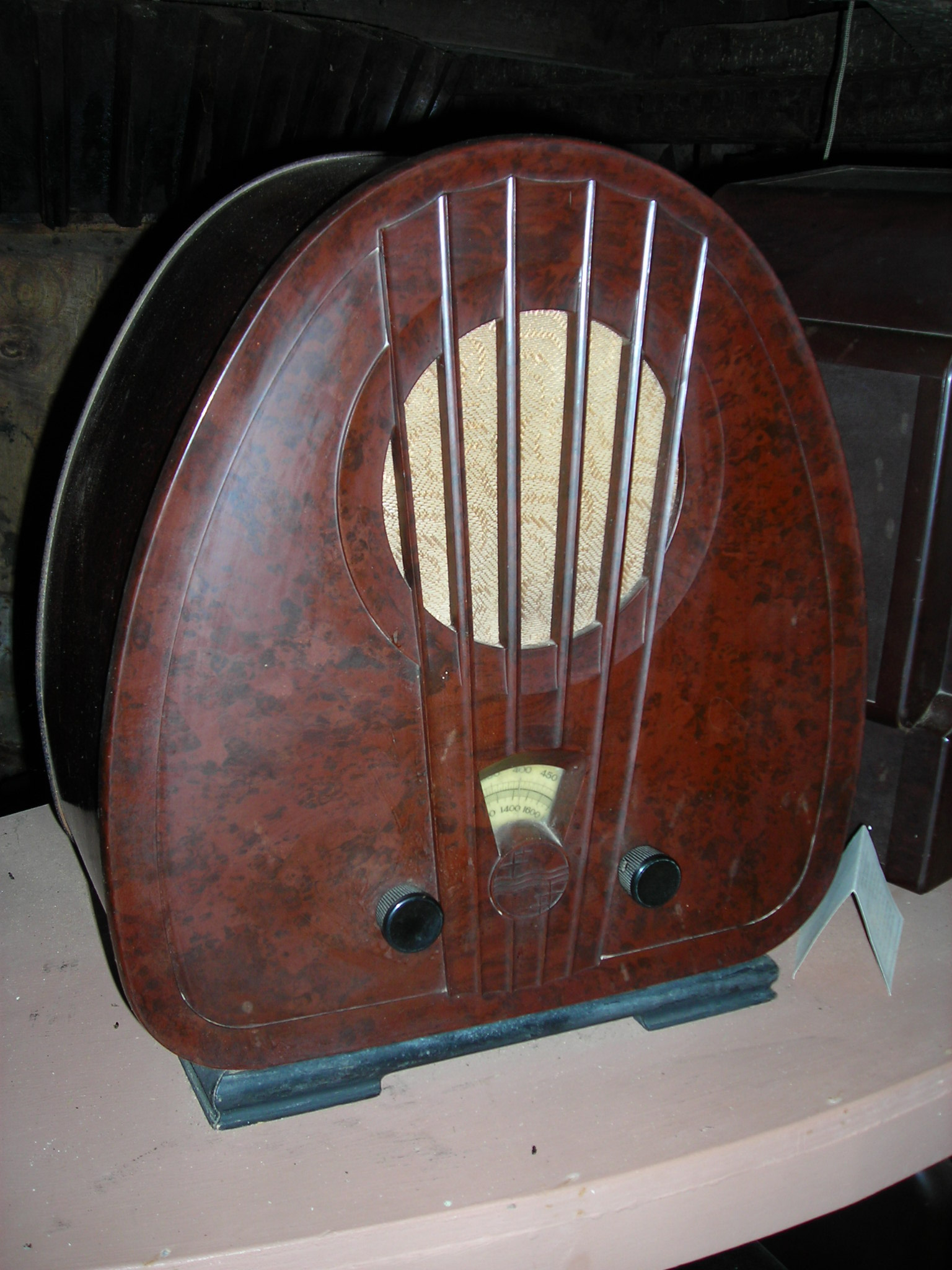
Radio "economica" in bachelite

#### Bachelite
La molto resistente bachelite, derivata dalla cellulosa della legna (associata a resine fenoliche), è stato il primo materiale "plastico" ad essere impiegato massicciamente. Colorato, veniva adoperato nelle stecche e cornice degli occhiali ("falsa tartaruga") e nelle radio a valvole più economiche, prima dell'avvento dei transistor negli anni sessanta.

#### Bioetanolo da cellulosa
Per la produzione di bioetanolo da legna vengono idrolizzate grandi quantità di cellulosa (provenienti prevalentemente da parti pregiate del tronco della pianta) che tramite l'uso di funghi o batteri trasformano la cellulosa in glucosio e altri zuccheri, ed in seguito avviene la fermentazione del glucosio in etanolo mediante lieviti o altri microbi. Ricerche innovative mirano a modificare geneticamente sia i batteri che i lieviti come il saccharomyces cerevisiae modificato in modo da produrre il doppio di etanolo. Altro filone di ricerca è quello di combinare le caratteristiche di scindere la cellulosa in glucosio con quella di trasformare gli zuccheri in etanolo mediante un unico organismo.
Il bioetanolo da cellulosa è molto più costoso di quello ottenuto dalla canna da zucchero e soltanto importanti progressi scientifici potrebbero renderlo conveniente. Si noti che il costo non è dovuto alla materia prima (cellulosa) ma alla sua trasformazione in bioetanolo. I processi industriali attuali fanno costare il bioetanolo da cellulosa tre volte quello ottenuto da canna da zucchero.
Attualmente sono in corso ricerche di ingegneria genetica miranti a creare piante con geni modificati per la produzione di un tipo di lignina molto più facile da disgregare chimicamente e che potrebbero fornire bioetanolo a prezzi più competitivi.

#### Cellophane e celluloide
La celluloide è stata per molti decenni il materiale di base per la fabbricazione della comune pellicola cinematografica utilizzata nelle sale (pellicola 35 mm) e dai cineasti dilettanti (pellicola 8 mm). Il cellophane è un materiale plastico trasparente e profumato, resistente, utilizzato per avvolgere dolci, fiori e altri materiali pregiati, spesso utilizzato per regali.

#### Tessili
In campo tessile la cellulosa rigenerata è il risultato di un processo chimico-fisico atto alla produzione di fibre tessili artificiali come la viscosa, il cupro (bemberg), l'acetato e il triacetato.

### Costruzione
Il legno è leggero, perché il suo peso specifico può essere inferiore ai 500 kg/m³, contro, ad esempio, i 2.000-2.500 del cemento armato e i 7.800 dell'acciaio.
È resistente, perché l'efficienza prestazionale del legno ai fini strutturali ha qualità simili a quelle dell'acciaio. L'efficienza prestazionale può essere definita come il rapporto tra il modulo di elasticità E, ed un parametro di resistenza f (es. resistenza a compressione (meccanica)).

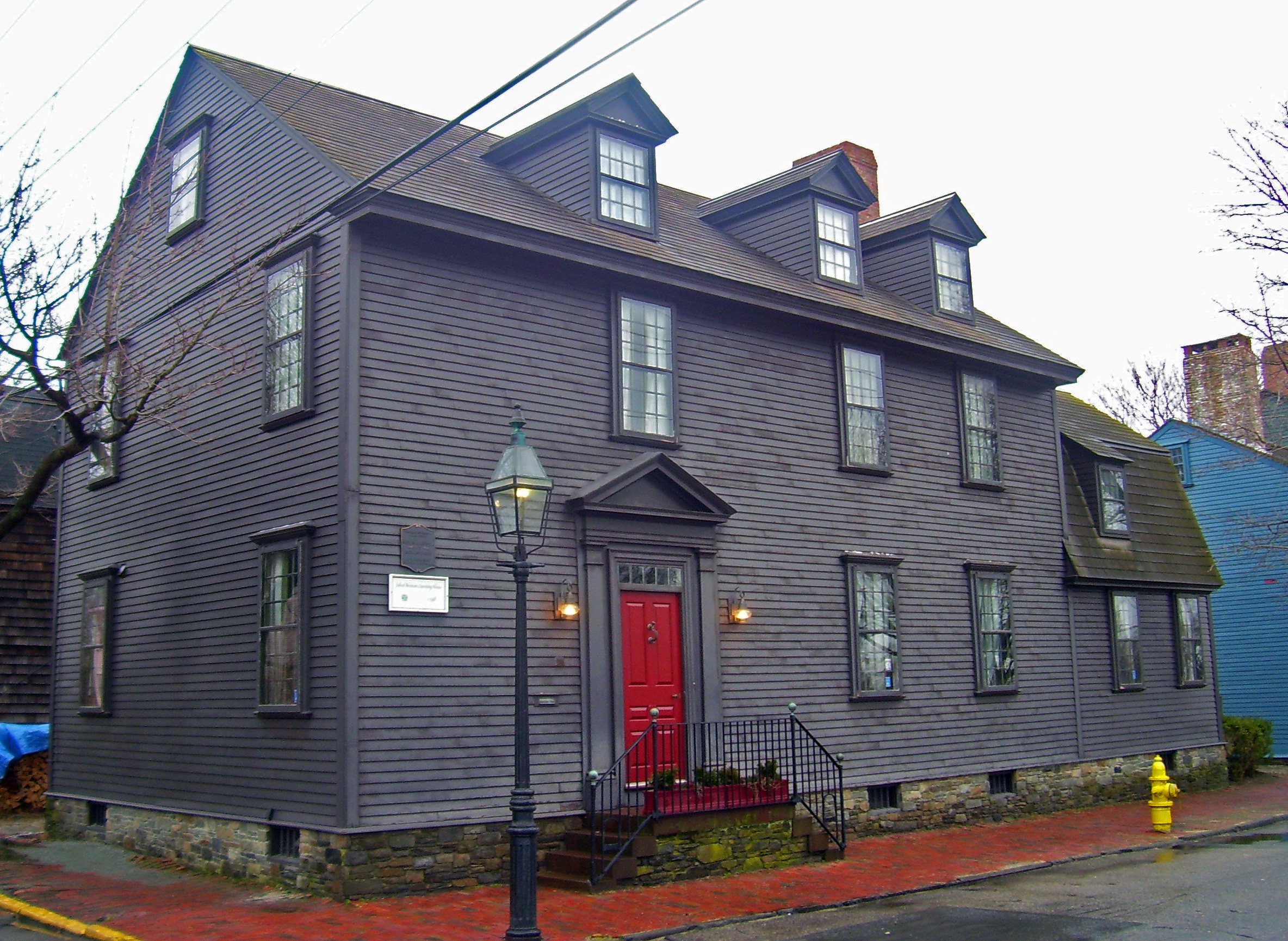
Casa di rappresentanza a Newport, nello stato di Rhode Island (USA, anno 2008).

| Materiale                         | E/f  |
| --------------------------------- | ---- |
| Calcestruzzo (Rck300, fck 25 MPa) | 1250 |
| Acciaio Fe430 (ft = 430 MPa)      | 480  |
| Legno lamellare (BS 11 ÷ BS 18)   | 470  |
| Alluminio (lega 7020, ft 355 MPa) | 200  |

#### Costruzioni di edifici
Il legno strutturale viene impiegato in primo luogo come materiale per la costruzione di abitazioni di medie e piccole dimensioni, di piccoli e medi ponti, di mulini ad acqua e generatori microidro. Nell'edilizia tradizionale si utilizza per le intelaiature di tetti di edifici, anche di considerevoli dimensioni.

#### Legno nelle costruzioni antisismiche

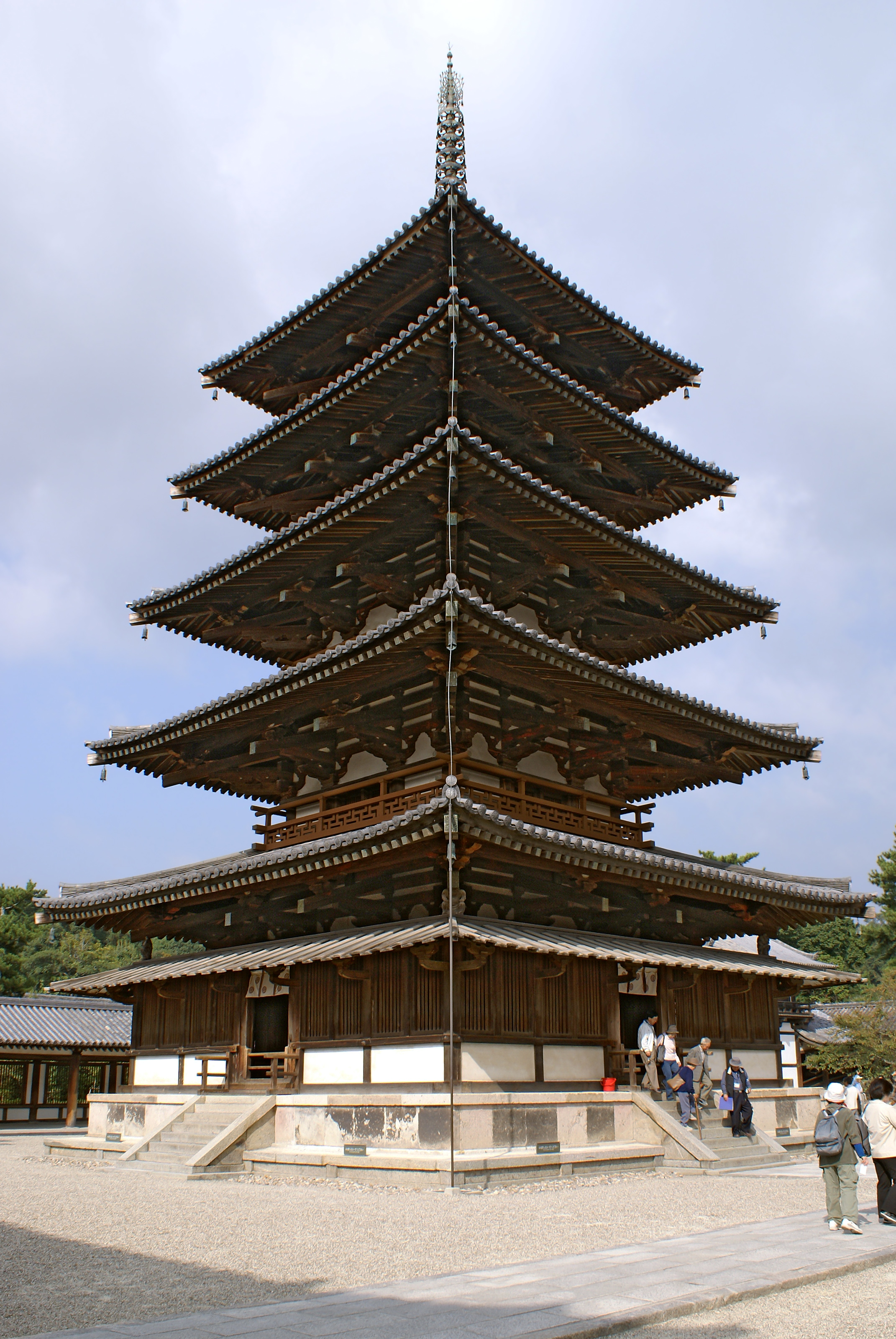
Pagoda

Storicamente, in Giappone, costruzioni in legno di altezza relativamente elevata, come le pagode, sono in grado di resistere a scosse di terremoto anche di forte entità, grazie alla tecnica tradizionale di costruzione che comporta l'adozione di giunti elastici e alla buona capacità del legno di deformarsi e assorbire forti accelerazioni e forze compressive.
Scienziati del CNR hanno brevettato nel 2006 il sistema costruttivo "SOFIE" (Sistema cOstruttivo FIEmme), un edificio integralmente in legno, di sette piani e 24 metri di altezza, costruito dall'Istituto per la valorizzazione del legno e delle specie arboree del Cnr (Ivalsa) di San Michele all'Adige. Nel 2007 è stato sottoposto al più arduo test antisismico per le opere civili: la simulazione del terremoto di Kōbe (7,2 della scala Richter) su una enorme piattaforma oscillante dall'Istituto nazionale di ricerca sulla prevenzione disastri (Nied) della tecnopoli Tsukuba nei pressi della città di Miki in Giappone. Questo progetto, costruito con sottili e flessibili pannelli lamellari incrociati, secondo i ricercatori del Cnr potrebbe rendere più sicure le case in molte zone sismiche.

#### Costruzione navale
Uno tra i più durevoli materiali per la costruzione navale è il legno di quercia: quercus virginiana e quercia bianca, e specialmente la virginiana "live oak" è circa il 60% più resistente rispetto alla quercia bianca, impermeabile all'umidità, più durevole, e come esempio possiamo dire che è il principale elemento strutturale della fregata USS Constitution, il più antico veliero da battaglia che ancora riesca a navigare (varato nel 1797).

### Manifatture

#### Attrezzi
Usato fin dall'antichità nella costruzione di utensili e attrezzi di vario genere, il legno è impiegato ancora oggi nella fabbricazione di oggetti di uso quotidiano. Si pensi ad esempio agli utensili da cucina o ai manici di coltelli e altri arnesi.

#### Giocattoli
In tempi passati i giocattoli tradizionali più comuni erano fatti in legno. Attualmente si utilizzano spesso i cubi in legno per insegnare le lettere (spesso impiegando il cedro, resistente e profumato, il faggio, oppure il più economico pioppo).
Il legno di per sé è un materiale atossico (tranne rare eccezioni), ma possono essere tossiche le lacche che si utilizzavano in passato per dargli un aspetto brillante oppure alcuni colori (spesso a base di cadmio) come il giallo, l'arancione e rosso. Le plastiche (soprattutto quelle morbide, come derivati del PET) possono contenere ftalati, che se succhiato o ingerito può avere azioni ormono-mimetiche.

#### Mobili
Nel settore dell'arredamento il legno si utilizza tipicamente per costruire armadi, tavoli, sedie, di qualità e durata molto spesso superiori a quelle in plastica e metallo.
Il loro aspetto e testura risulta particolarmente gradevole sia alla vista che al tatto, che nei i modelli a basso prezzo destinati all'assemblaggio fai da te (ad esempio quelli dell'IKEA) danno piacevoli sensazioni affini al calore del focolaio domestico.
I modelli di mobili di alto livello qualitativo, costruiti con legni pregiati ed elaborati design, danno un tocco di raffinatezza sia all'ambito domestico, che agli uffici, scuole, università. ecc.

### Polpa di legno per carta e cartone
- La carta da polpa di legno è praticamente l'unico materiale usato in giornali, libri e riviste (mescolato ad un contenuto di minerali più o meno alto, che gli fornisce una maggiore lucentezza e durabilità (carta patinata).
- Carta da banconote
- Carta igienica.
- Cartone: per imballaggi, nella copertine dei libri rilegati, ecc.
- Cartone per mobili: il cartone viene usato anche all'interno di alcuni mobili industriali, come quelli della IKEA, dove si infilano strati di cartone seguendo un accurato schema strutturale (disegnato al computer) che conferisce robustezza abbinata alla leggerezza.

### Altri usi

#### Cenere da legna
- Detersivo: uno degli utilizzi tradizionali, è quello della cenere di legna come sbiancante "ranno", ricco di carbonato di sodio. Attualmente esiste un prodotto di questo tipo a base di sapone di Marsiglia e cenere. Inoltre la tavoletta dove si sfregavano i panni durante il lavaggio era in legno.
- Fertilizzante: la cenere (deprecabilmente) è molto utilizzata nei paesi del terzo mondo, dove si procede al taglio della foresta (per il recupero dei legni pregiati, anche se questa procedura non si esegue sempre) e successivamente si dà fuoco all'area disboscata. Molto ricca di alcuni elementi minerali che promuovono la crescita d'erba, nell'America del Sud le estensioni bruciate nella "tala y quema" vengono utilizzate per l'allevamento di bufali, vacche ed altri bovini. In terreni dove la piovosità è bassa, questa pratica provoca l'alcalinizzazione e/o salinizzazione del terreno, che diventa piuttosto arido.

## Vantaggi e svantaggi

### Vantaggi
- Ambientalmente si ha la massima compatibilità, non si hanno i tremendi impatti ambientali e paesaggistici dell'industria estrattiva del carbone, oppure le perdite di petrolio in mare, che causano gravi danni alla pesca ed al turismo.
- Assorbimento di anidride carbonica (CO2) dall'atmosfera, con conseguente riduzione dell'effetto serra a livello globale. Possibilità di vendere le "quote di assorbimento" in base ad un "progetto carbonio" secondo quanto stabilito dal protocollo di Kyoto.
- Aumento dell'occupazione nelle nazioni che mantengono le foreste, in Italia soprattutto in zone che nell'ultimo secolo si sono spopolate, come le Appennini o le Alpi, oppure le zone collinari del centro e del nord, che spesso coincidono con le comunità montane dal momento che l'economia forestale si serve intensivamente di guardie, di tagliatori, trasportatori, mobilifici, ecc.
- Basso costo del trasporto, dal momento che i tronchi possono galleggiare nei fiumi (come i tronchi di quercia in Canada) oppure essere trasportati in vari tipi di imbarcazioni e navi.
- Fonte energetica totalmente rinnovabile, specialmente se gestita adeguatamente, ad esempio allestendo nursery degli alberi e vigilando attentamente l'estensione arborea con guardie forestali.
- Miglioramento della bilancia dei pagamenti con l'estero, per il mancato esborso dovuto alla riduzione della quota di energia che viene importata. Da osservare come la produzione di cemento (destinato al calcestruzzo) sia una delle attività industriali energeticamente più dispendiose ed inquinanti.
- Prevenzione delle alluvioni e dell'erosione dei suoli, con conseguente miglioramento delle rese agricole. Le alluvioni spesso causano danno al patrimonio artistico e monumentale delle città, come accade per l'alluvione di Firenze del 4 novembre 1966.

### Svantaggi
- Fragilità dell'economia a legna: se tagliando il bosco per i fini più diversi, si dovesse superare la capacità di una foresta di rigenerarsi, in pochi decenni si arriverebbe all'estinzione della stessa, condizione verificatasi in molte società in diverse epoche storiche. Ad esempio se una foresta "coltivata" ha alberi che crescono ad una dimensione sfruttabile in 25 anni, non si può tagliare più del 4% della foresta ogni anno, ed allo stesso modo bisogna ripiantare con alberi della stessa qualità un'area di pari estensione. Vigilare l'estensione della foresta tramite la fotografia aerea è uno dei compiti principali delle guardie forestali.
- Precarietà del legno: le strutture in legno sono spesso distrutte da incendi, come accadde ad esempio, al tetto e palchi del teatro La Fenice di Venezia, al tetto della Basilica di San Paolo fuori le mura, al vascello Cutty Sark, o all'intera città di Londra (Grande incendio di Londra) nel XVII secolo o più recentemente al Chiado, centro storico di Lisbona. Il legno non dovrebbe essere impiegato in strutture essenziali o soggette ad attacchi militari e o vandalici, dunque da evitare in ospedali, caserme, scuole, palazzi governativi, a meno che non si tratti di alcune parti dell'edificio (tetto, solai) che si avvantaggiano della resistenza del legno in zone sismiche. Alcuni tipi di legno non sono adatti all'esposizione alle intemperie, alle forti piogge e al gelo, come si verifica nella parte esterna dei tetti, ed andrebbero verniciati e/o rivestiti nei modi tradizionali (tegole in cotto, lamine di piombo, alluminio, ecc.)
- Problemi nella tracciabilità: anche se in effetti il legno ha una struttura molto più complessa rispetto agli idrocarburi oppure al gas naturale, e spesso l'esame microscopico e la gascromatografia permette di identificare il tipo di legno e la sua provenienza, la sua stessa complessità e lo stato solido lo rendono difficile da depurare. Esemplare è il caso italiano del pellet da stufa, scoppiato nel giugno 2009, contaminati con cesio-137 (radioattivo), che genericamente provenivano dalla Lituania[34].

## Rimboschimento
La riforestazione o meglio rimboschimento è un termine che indica il processo con cui una zona da tempo priva di vegetazione o precedentemente non boscata viene ricoperta da alberi adatti a quella zona. Si tratta quindi di un cambio di destinazione d'uso del suolo. Il rimboschimento può essere artificiale, se effettuato dall'uomo, oppure naturale se avviene spontaneamente, grazie alle sementi trasportate dal vento o dagli animali. In quest'ultimo caso si parla più propriamente di colonizzazione forestale.

## Storia delle crisi delle economie a legna

### Grecia classica
Uno degli esempi storici più noti della crisi dell'economia a legna è quello che si verificò nella Grecia Classica, in particolare nelle regioni dell'Attica, Beozia e Peloponneso dove il taglio indiscriminato degli alberi per diversi usi, associato a siccità ed incendi portò alla mancanza di legna per costruire aratri, lance, navi, scudi, ecc. e quindi ad un lento ma inesorabile declino della potenza militare e navale della Grecia peninsulare in favore dell'Epiro e del Regno di Macedonia, terre più fertili perché piovose, fatti culminanti durante il IV secolo a.C., epoca di Filippo II di Macedonia ed Alessandro Magno.
L'arma segreta del soldato peltasta macedone di Filippo nella battaglia di Cheronea (338 a.C.) ed in quelle successive che portarono a conquistare l'Asia Minore, Babilonia, la Persia e l'Egitto, era la sarissa, un tipo di lancia oplitica, molto più lunga (5–7 m). rispetto a quelle del resto della Grecia, ottenuta dal lungo, resistente ma leggero legno del corniolo.

### Rapa Nui
Rapa Nui, meglio conosciuta come Isola di Pasqua, è il tipico esempio di come l'espansione geometrica di una popolazione porta alla fine di una risorsa rinnovabile, proprio perché ad un certo punto l'assoluta necessità rende lo sfruttamento eccessivo, e impedisce che la risorsa si rinnovi.
Si calcola che dopo l'anno 1000 a Rapa Nui siano state tagliate 10 milioni di palme, portando a erosione delle terre fertili, e a desertificazione attorno al XV secolo (forse favorita da un'infestazione di ratti), che ridusse la popolazione da 15.000 a 2.500 anime. Senza legname, niente barche, niente lance, né reti e dunque niente pesce e proteine, alla fine la società di Rapa Nui diventa preda della fame, della guerra civile (nel 1600-1700) e si immerge nella superstizione più fanatica. Infine si arriva alla disgregazione e al caos sociale, con la distruzione dei simboli tradizionali (Moai abbattuti) e alla estinzione della civiltà, anche in assenza di nemici esterni.